# Talsperre Ettenhausen
Die Talsperre Ettenhausen ist eine Stauanlage des Flusses Suhl im Wartburgkreis in Thüringen.

## Lage und Daten
Der Stausee liegt 12 km südwestlich von Eisenach, im Schnittpunkt der Gemarkungen Ettenhausen an der Suhl, Lindigshof und Burkhardtroda und gehört somit zu den Gemeinden Gerstungen und Bad Salzungen, Stadt.
Die Talsperre besteht aus einem bis zu 13,10 m hohen Erddamm, der das Gewässer der Ordnung 2, Suhl zu einem See mit einem Stauvolumen von  bis zu 314.000 m³ und einer Tiefe bis zu 5,22 m aufstaut. Der Stausee ist nach Thüringer Wassergesetz ein Gewässer II. Ordnung. Er ist der größte Stausee im Wartburgkreis.
Am 1. Juni 2021 wurden per Verordnung die Überschwemmungsgebiete der Suhl von der Talsperre Ettenhausen bis zur Mündung in die Werra festgesetzt.

## Geschichte
Die Talsperre wurde 1988 bis 1990 im Auftrag des Rates des Kreises Eisenach mit finanziellen Mitteln des Bezirkes Erfurt errichtet und sollte vorwiegend als Bewässerungsspeicher dienen. Infolge der Wende im Jahr 1990 konnte die Anlage jedoch keinem Rechtsträger, Eigentümer oder Unterhaltungspflichtigen übergeben werden. Die Bauwerke zur Hochwasserentlastung blieben zunächst unvollendet. Der Ersteinstau im Probebetrieb erfolgte im Dezember 1990. Infolge des  Strukturwandels in der Landwirtschaft nach 1990 bestand für den Stausee als Beregnungsspeicher kein Bedarf mehr. Somit blieb der Stausee nach Beginn des Probestaus ungenutzt.
Nach dem Frühjahrshochwasser 1994, bei dem die unvollendete Hochwasserentlastung erstmals geflutet wurde, veranlasste die zuständige Stauanlagenaufsicht die Fertigstellung der Anlage, um einen sicheren Betrieb zu gewährleisten.
Die Gemeinde Marksuhl sieht in der Talsperre eine regionale Hochwasserschutzfunktion und versuchte ab 2003 durch eine Klage vor dem Verwaltungsgericht zu erwirken, dass die Talsperre nach Maßgabe des Thüringer Wassergesetzes als herrenlose Anlage in die Trägerschaft des Freistaates Thüringen übernommen wird, was aber erst Anfang 2015 geschah. Im August 2004 wurde der Stausee durch einen Unbekannten illegal abgelassen und anschließend auf Anordnung des Thüringer Landesverwaltungsamtes wieder eingestaut.
Aktuell (2012) wird der Stausee von einem örtlichen Angelverein genutzt.